# Gmina zbiorowa Niedernwöhren
Gmina zbiorowa Niedernwöhren (niem. Samtgemeinde Niedernwöhren) – gmina zbiorowa położona w niemieckim kraju związkowym Dolna Saksonia, w powiecie Schaumburg. Siedziba gminy zbiorowej znajduje się w miejscowości Niedernwöhren.

## Podział administracyjny
Do gminy zbiorowej Niedernwöhren należy sześć gmin, w tym jedno miasto (niem. Flecken):
1. Lauenhagen
2. Meerbeck
3. Niedernwöhren
4. Nordsehl
5. Pollhagen
6. Wiedensahl